# Футбол в Англии

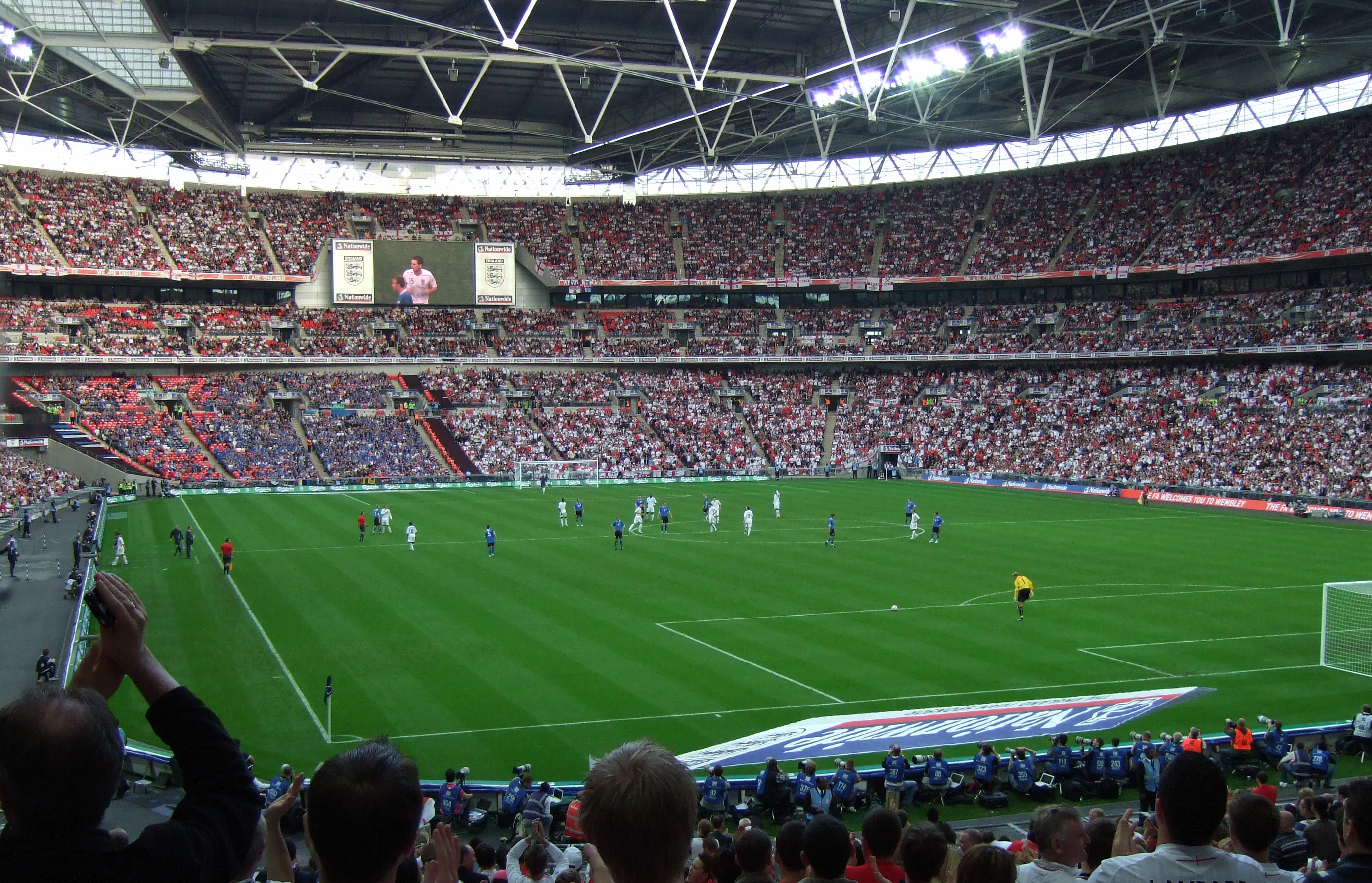
Сборная Англии по футболу проводит матч на стадионе «Уэмбли»

Футбол — национальный вид спорта в Англии. Он играет большую роль в английской культуре. Современный футбол возник в Англии в 1863 году, когда были приняты правила игры в футбол.
Сейчас в Англии зарегистрировано более 40 тыс. футбольных клубов — больше, чем в любой другой стране мира.
Англия является родиной старейшего футбольного клуба в мире («Шеффилд»), старейшей футбольной ассоциации (Футбольная ассоциация Англии), старейшей национальной сборной, старейшего кубкового футбольного турнира (Кубок Англии) и старейшего национального чемпионата (Футбольная лига Англии). Высшая лига английского чемпионата, Премьер-лига, является одной из самых популярных и богатых спортивных лиг в мире.

## Система футбольных лиг
Футбольная лига, основанная в 1888 году директором «Астон Виллы» Уильямом Макгрегором, стала первой профессиональной футбольной лигой в мире. После этого в Англии было создано много других лиг. В течение ряда лет предпринимались попытки создать систему, которая бы объединяла все эти лиги и позволяла клубам переходить на более высокий или более низкий уровень в соответствии со своими достижениями. При такой системе любой клуб из Англии имел возможность пробиться в высший дивизион английского футбола, вне зависимости от лиги, в которой он выступает в данный момент. Согласно данным исследования, проведённого ФИФА в 2010 году, в Футбольной ассоциации зарегистрировано 40 000 футбольных клубов, что на 11 000 больше, чем в Бразильской футбольной конфедерации. Таким образом, даже если не брать в расчёт численность населения стран, в Англии футбольных клубов больше, чем в любой другой стране мира.

### Премьер-лига
В 1992 году ведущие английские клубы вышли из состава Футбольной лиги, основав Премьер-лигу. Главной целью создания Премьер-лиги было увеличение доходов ведущих клубов (в ущерб доходам клубов из нижних дивизионов). Премьер-лига сохранила связи с Футбольной лигой, и по итогам каждого сезона Премьер-лигу покидают три клуба, занявшие три последних места в турнирной таблице, а их заменяют три лучших клуба из Чемпионата Футбольной лиги. В Премьер-лиге выступают 20 клубов. Действующим чемпионом является «Ливерпуль». Каждый клуб в Премьер-лиге владеет одной двадцатой частью акций Премьер-лиги, что предполагает равенство прав и ответственности участников чемпионата.

### Английская футбольная лига
Являясь старейшей лигой в мире, Английская футбольная лига (до 2016 года она называлась просто «Футбольная лига») является лишь второй в иерархии английского футбола после отделения клубов Премьер-лиги в 1992 году. С 1888 по 1992 год была высшим дивизионом в системе футбольных лиг Англии. В настоящее время в Английскую футбольную лигу входят 72 клуба, которые выступают в трёх дивизионах: Чемпионшипе, Лиге 1 и Лиге 2. Все клубы, входящие в состав Английской футбольной лиги, являются профессиональными.

### Национальная лига
Национальная лига Англии состоит из трех дивизионов:
Национальной лиги,
Северной и
Южной Национальной лиг, в которых в общей сложности участвуют 68 команд.
Высший дивизион, Национальная лига, является пятым дивизионом в системе футбольных лиг Англии, а Северная Национальная лига и Южная Национальная лига находятся на шестом уровне иерархии и проводятся параллельно. Национальная лига Англии является первым уровнем в системе английских футбольных лиг, в котором могут участвовать полупрофессиональные и любительские клубы.

### Любительский футбол
Футбольная ассоциация Англии перестала использовать термин «любительский» в начале 1970-х годов, однако подавляющее большинство английских клубов продолжают играть в качестве любителей, а их игроки не получают какого-либо финансового вознаграждения.

#### Региональные лиги
Существует три региональных футбольных лиги:
Северная Премьер-лига,
Истмийская лига и
Южная футбольная лига.
Каждая из них состоит из нескольких дивизионов.

#### Лиги графств
Футбольные ассоциации графств, образованные примерно в границах  исторических графств Англии, управляют любительским футболом на местном уровне, а также воскресной лигой. Не все футбольные ассоциации графств работают на уровне графств. Так, свои футбольные ассоциации есть у военных, например, Футбольная ассоциация Британской армии, управляющая футболом в Британской армии.
Любительский футбольный альянс (Amateur Football Alliance) является крупнейшим организованным любительским турниром, особенно развитым в районе Лондона. Любительский футбольный альянс также считается футбольной ассоциацией графства и в данном качестве управляет Артурианской лигой, в которой выступают два бывших победителя Кубка Англии: «Олд Итонианс» (двухкратный обладатель Кубка Англии в 1879 и 1882 году) и «Олд Картузианс» (обладатель Кубка Англии в 1881 году).
Воскресная лига в Англии представляет начальный уровень любительского футбола, который также иногда называют «паб-лигой» (Pub league) из-за того, что многие пабы выставляют свои команды для участия в этой лиге.
Также существуют другие версии игры: футбол пять на пять, мини-футбол (футзал). В них в основном играют любители, однако существует ряд небольших состязательных лиг, функционирующих по всей стране.

### Резервные лиги
Высший дивизион для резервных команд футбольных клубов был основан в 1999 году под названием «Резервная премьер-лига» (англ. Premier Reserve League). Он был разделён на Северную и Южную резервную премьер-лиги, в каждой из которых выступало по 10 команд. Резервная премьер-лига в 2012 году была упразднена. Ей на смену пришёл новый турнир, Лига профессионального развития. В ней два возрастных уровня: для игроков до 23 лет и до 18 лет.

### Молодёжные лиги
У большинства клубов есть свои молодёжные команды. Высшим дивизионом для молодёжных команд является Академическая премьер-лига (Premier Academy League), основанная в 1997 году, в которой выступают молодёжные команды всех клубов Премьер-лиги и некоторых клубов Футбольной лиги, имеющих футбольную академию. На данный момент в лигу входит 40 клубов, которые разделены на четыре группы по 10 команд в каждой. Победители каждой группы разыгрывают чемпионский титул в матчах плей-офф в конце сезона.
Вторым уровнем молодёжных лиг является Молодёжный альянс Футбольной лиги (Football League Youth Alliance), также основанный в 1997 году, в которой участвуют молодёжные команды клубов Футбольной лиги. В настоящее время в Молодёжный альянс входят 58 клубов, которые выступают в четырёх региональных лигах. В рамках этого турнира также проводится Кубок Молодёжного альянса.
Национальным кубковым турниром для молодёжных команд до 18 лет является Молодёжный кубок Англии, который проводится Футбольной ассоциацией. В каждом сезоне в розыгрыше Молодёжного кубка принимают участие более 400 команд.

## Кубковые турниры

### Действующие кубковые турниры
Двумя важнейшими кубковыми турнирами в Англии являются Кубок Англии (FA Cup) и Кубок Лиги. Однако существует и ряд других национальных кубков, разыгрываемых между клубами на разных уровнях.
- Кубок Англии (FA Cup), впервые проведённый в сезоне 1871/72, является старейшим и самым престижным национальным кубковым турниром в мире. В розыгрыше Кубка Англии принимает участие более 700 клубов с 1 по 11 уровень пирамиды футбольных лиг Англии. В августе каждого года проводится матч на Суперкубок Англии, в котором принимают участие обладатели Кубка Англии и чемпионы Премьер-лиги.
- Кубок Английской футбольной лиги (EFL Cup) является вторым по значимости клубным турниром в Англии и разыгрывается среди 92 клубов из Премьер-лиги и Английской футбольной лиги. Победитель Кубка Англии квалифицируется  в Лигу Европы УЕФА, а победитель Кубка лиги квалифицируется в Лигу конференций УЕФА следующего еврокубкового сезона.
- Трофей Английской футбольной лиги (EFL Trophy) разыгрывается между клубами, входящими в Первую и Вторую Футбольную лиги.
- Трофей Футбольной ассоциации (FA Trophy) разыгрывается между клубами, выступающими в пятом, шестом, седьмом и восьмом дивизионах системы футбольных лиг Англии (с 1 по 4 дивизионы системы Национальной лиги); в настоящее время это три дивизиона Национальной лиги, а также Южная лига, Истмийская лига и Северная Премьер-лига[3].
- Чаша Футбольной ассоциации (FA Vase) разыгрывается между клубами, выступающими в 9 и 10 дивизионах системы футбольных лиг Англии (5 и 6 дивизионы системы Национальной лиги)[3].

### Исчезнувшие кубковые турниры
Кубковые турниры в Англии, которые прекратили своё существование:
- Любительский кубок Футбольной ассоциации (FA Amateur Cup) (1893—1974)
- Благотворительный кубок шерифа Лондона (Sheriff of London Charity Shield) (1898—1907, 1931—1934, 1965—1966)
- Англо-итальянский кубок (Anglo-Italian Cup) (1970—1973, 1976—1986 и 1992—1996)
- Кубок Уотни (Watney Cup) (1970—1973)
- Кубок Тексако (Texaco Cup) (1971—1975)
- Англо-шотландский кубок (Anglo-Scottish Cup) (1975—1981)
- Суперкубок (Super Cup) (1985)
- Кубок полноправных членов (Full Members Cup) (1985—1992)

## Сборная Англии по футболу
Сборная Англии по футболу представляет Англию в международных турнирах. Англия, наряду с Шотландией, является старейшей футбольной сборной в мире. Сборная Англии — одна из восьми сборных, выигрывавших Чемпионат мира по футболу. Англия была самой успешной командой в розыгрышах Домашнего чемпионата Великобритании, выиграв этот турнир 54 раза (20 раз — совместно) до момента отмены соревнования в 1984 году.
Кроме основной сборной, существует ряд молодёжных сборных, начиная со сборной Англии для футболистов до 16 лет и заканчивая сборной Англии для футболистов до 21 года.

## Футбольные стадионы Англии
Главным футбольным стадионом Англии является «Уэмбли». Он также является самым вместительным стадионом страны (90 000 мест). Владельцем «Уэмбли» является Футбольная ассоциация Англии. На нём играет домашние матчи национальная сборная Англии, а также проводятся финалы и полуфиналы Кубка Англии, финал Кубка Футбольной лиги и ряд других соревнований.
Самым крупным клубным стадионом страны является «Олд Траффорд», расположенный в Манчестере (76 212 мест). Второе и третье места по вместимости среди клубных стадионов занимают «Эмирейтс» (60 355 мест) и «Олимпийский стадион» (60 000 мест). Оба расположены в Лондоне.